# Grej of the day
Grej of the Day (GOTD) är regelbundna mikrolektioner som består av ledtråd, faktadel, kuriosa, kopplingar och återberättande. Lektionerna kan handla om personer, platser eller händelser. Syftet med GOTD är att öka elevernas allmänbildning, väcka elevernas nyfikenhet och lusten att lära mer.

## Beskrivning
Konceptet "Grej of the Day" består av 8-10 minuter långa mikrolektioner. De är uppbyggda av tre moment:
1. ledtråd
2. mikrolektion
3. återberättande

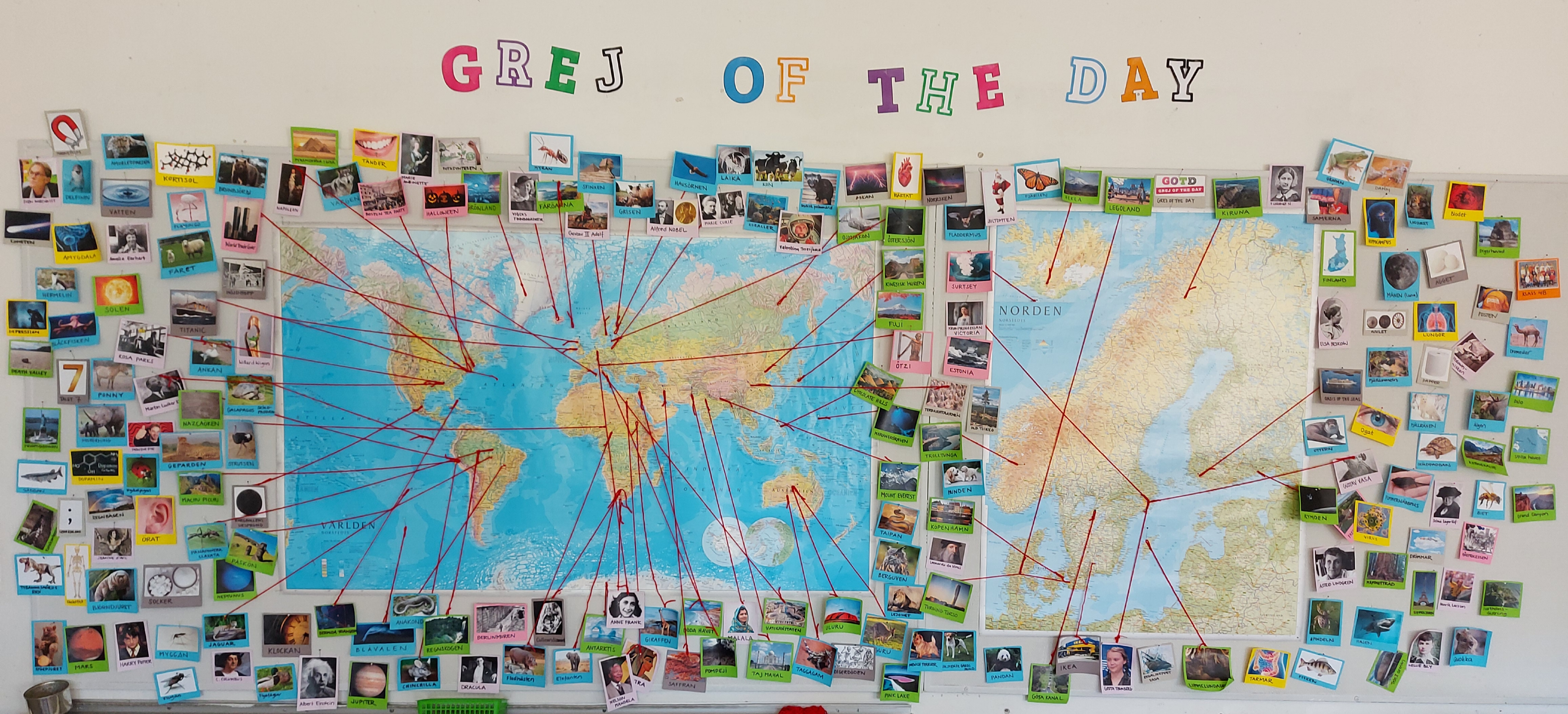
200 GOTD-lektioner samlade runt kartorna i ett klassrum i Finland våren 2020.

Mikrolektionen, GOTD, kan handla om en person, plats eller händelse. Metoden lämpar sig i förskolan, grundskolans samtliga stadier, vidare utbildning och varför inte på vilken arbetsplats som helst. Grej of the Day väcker nyfikenheten hos eleverna, deras lust att lära sig mer och det ökar elevernas allmänbildning.
25 september firas Grej of the Day-dagen i skolor både i och utanför Sverige.
GOTD:s slogan är "Kunskap är coolt".

## Historik
I september 2009 kände dåvarande mellanstadieläraren Micke Hermansson att han behövde göra en förändring i sin undervisning och beslöt sig för att testa något nytt. Han ville att eleverna skulle lära sig minst en ny sak varje skoldag, därav namnet Grej of the Day (dagens grej). Dagen innan Grej of the Day-lektionen gav Hermansson sina elever en ledtråd (en teaser) till vad följande dags grej skulle handla om. Detta väckte elevernas nyfikenhet. Efter varje GOTD-lektion hade eleverna en obligatorisk läxa: återberätta det de hade lärt sig för någon där hemma.
Hermansson var ensam om att arbeta med detta koncept i flera år. 2014 började konceptet spridas. Grej of the Day uppmärksammades i tidningar och i TV. Facebookgruppen, Grej of the Day, ökade kraftigt i medlemsantal. Pedagoger över hela Sverige, även utomlands, började "greja". Idag har Facebook-gruppen över 35 000 medlemmar och lärare i fler än 15 länder världen över använder sig av undervisningsmetoden.
Grej of the Day och dess upphovsman Micke Hermansson fick Lärarförbundets pedagogpris 2011 och blev utnämnd till årets lärare av Handelskammaren 2015. Hermansson har även vunnit i TEDx Binnenhof 2016 med sin idé.

## Referenser

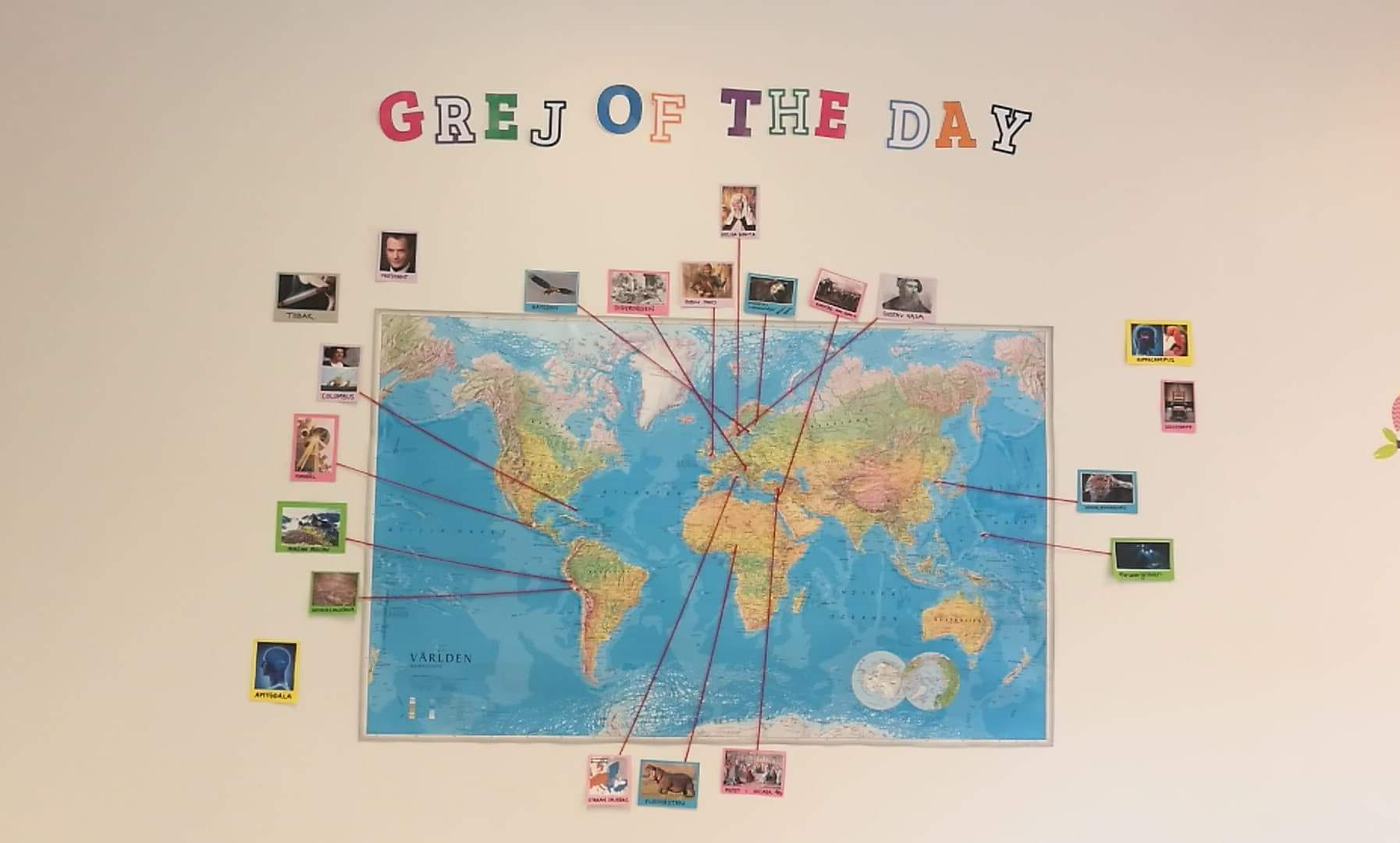
Grej of the Day-kartan i klassrummet där alla grejer samlas